# Lamothe (Landes)
Lamothe è un comune francese di 303 abitanti situato nel dipartimento delle Landes nella regione della Nuova Aquitania.

## Società

### Evoluzione demografica
Abitanti censiti